# Малоинерционный двигатель
Малоинерционные двигатели с печатными обмотками. В настоящее время следящие системы автоматики имеют настолько малоинерционные элементы, что инерционность исполнительных двигателей становится основным фактором, ограничивающим быстродействие системы.
Так как момент инерции зависит от величины силы и плеча её приложения, для уменьшения инерции рационально уменьшать плечо силы, т. е. радиус ротора машины.
Для улучшения быстродействия двигателей применяется якорь, имеющий легкую тонкостенную основу, выполненную из немагнитного материала, которая лишена стального магнитопровода и поэтому имеет во много раз меньший момент инерции. На поверхности тонкостенного якоря методом травления фольги или электролитического осаждения наносится печатная схема обмотки, проводники которой имеют вид тонких, не окруженных специальной изоляцией полосок меди.
Основа тонкостенного якоря выполняется двух видов: как полый стакан или как легкий диск.

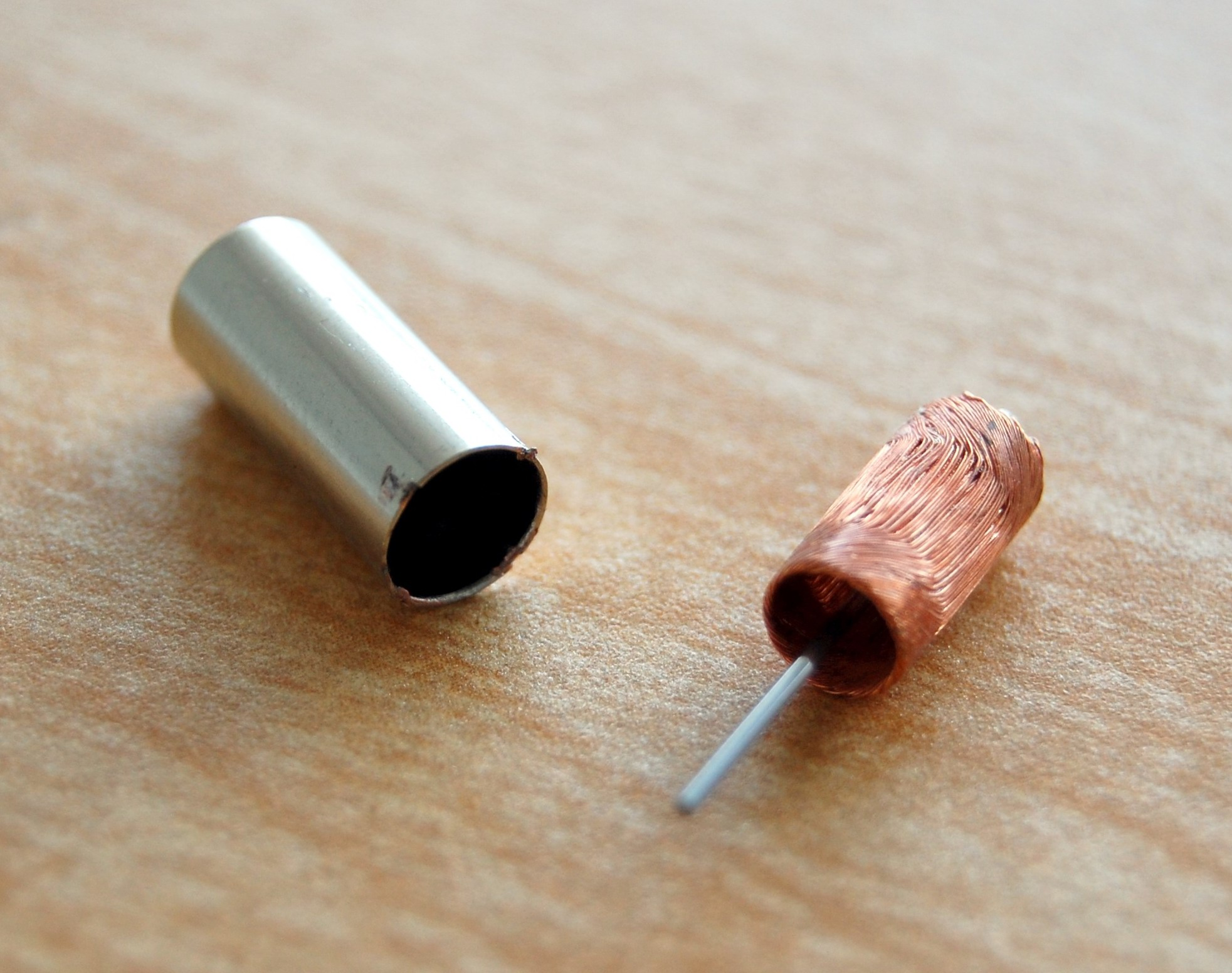
A miniature coreless motor

Например в следящих приводах радиоуправляемых моделей применяются коллекторные coreless motor, в конструкции тонкостенного якоря которых отсутствует железо магнитопровода. Магнитное поле неподвижного цилиндрического неодимового магнита внутри полого стакана якоря взаимодействует с обмотками якоря и замыкается на внешнем неподвижном железном стакане - корпусе двигателя.